# Jump Rock Band
A Jump Rock Band egy 1998-ban alapított magyar rockegyüttes.

## Története
Az együttes vezetője, Rusznák Gábor 1991-től bátyja Erzsébeti Vagányok nevű együttesében játszott. Az együttes néhány tehetségkutató és koncert után feloszlott. Rusznák Gábor 1998-ban alapította a Jump Rock Band együttest. Többszöri tagcsere után 2002 óta játszanak ebben a felállásban. Első lemezük 2000-ben jelent meg Ugrás a jövőbe címmel. Saját dalaik mellett magyar előadóktól játszanak feldolgozásokat. Dalaikat játszotta a Neo FM s néhány internetes rádió.

## Diszkográfia
Ugrás a jövőbe (2000)
1. Tűzszívű lány
2. Nem változol
3. Robotlány
4. Hullák
5. Szőke tündér
6. Új élet
7. Üres whiskey-s poharak
8. Ugrás a jövőbe
9. Ilyen vagyok
10. Egyedül
11. Piszkos randevú

## Dalaik
- Veled vagyok
- Szerelmetlen világ
- Úgy szeress
- Szabadon
- Félember
- Üres whisky-s poharak

### Feldolgozások
- Rock a nevem (Tankcsapda)
- Nyár van (Neoton)
- Halál a májra (Sing-Sing)
- We're Not Gonna Take It (Twisted Sister)
- Mielőtt végleg elmegyek (Bikini)
- Azok a boldog, szép napok (Beatrice)
- Mindig péntek (Tankcsapda)
- Legyen valami (Hooligans)
- Afrika (KFT)
- Egy darabot a szívemből (Máté Péter)
- A zöld, a bíbor és a fekete (P. Box)

## Képek

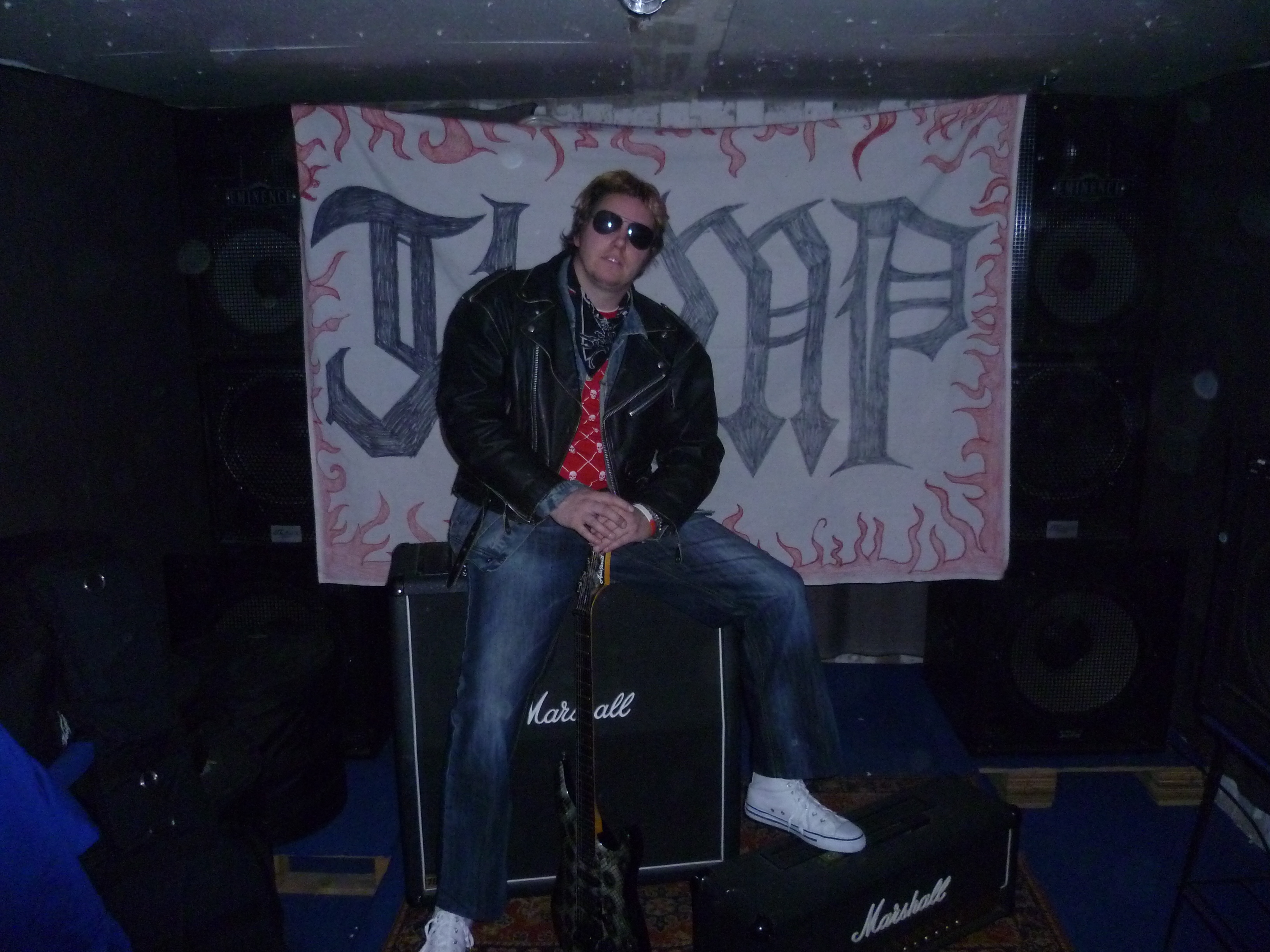
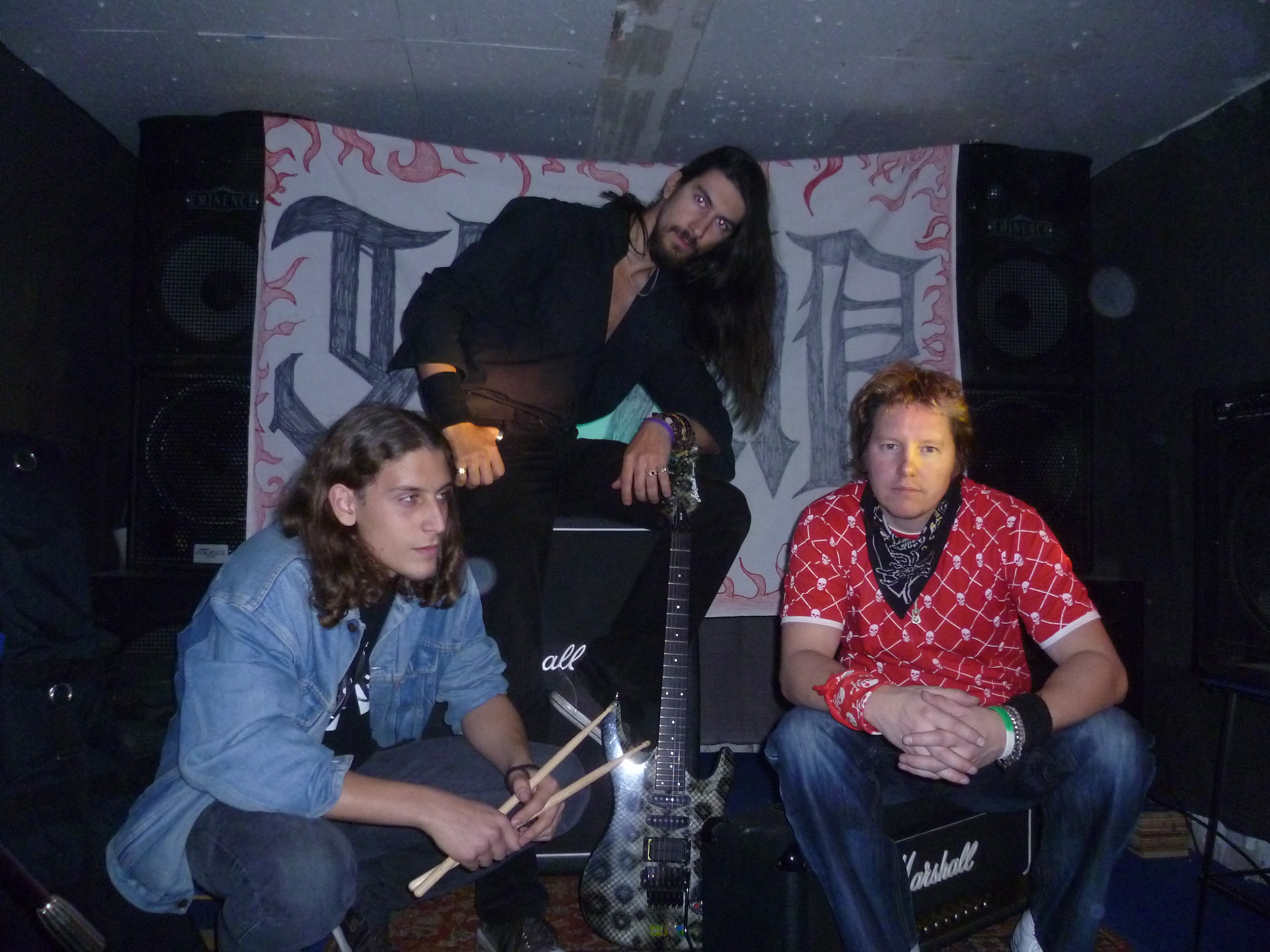
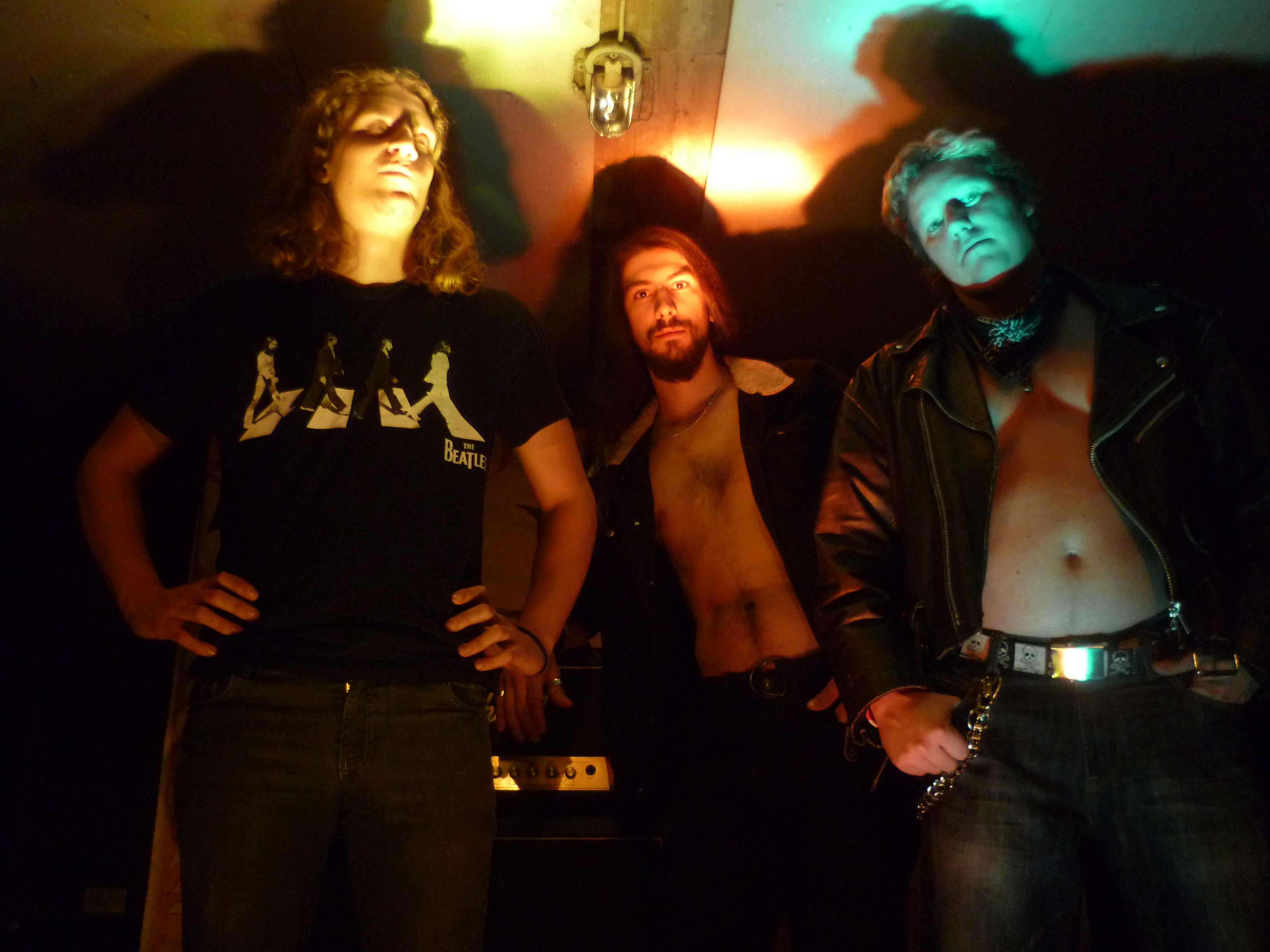

## Korábbi tagok
- Schmoll Norbert (basszusgitár)
- Kovács Attila (dobok)
- Kovács Zoltán (dobok)
- Baly Jenő (ének)
- Kiss József (dobok)
- Mórocz László (dobok)
- Glöck Mária (ének)
- Petz Ádám basszusgitár)
- Vida Tamás (basszusgitár)
- Priskin Péter (basszusgitár)
- Barna István dobok)
- Tarr Zsolt (dobok)
- Takács József (basszusgitár)